# Душанбинская ТЭЦ-2
Душанби́нская ТЭЦ-2 (ТЭЦ «Душанбе-2», тадж. Маркази барқии гармидиҳии шаҳри Душанбе) — тепловая электростанция (теплоэлектроцентраль) в городе Душанбе, столице Таджикистана. Находится в управлении государственной энергокомпании ОАХК «Барки Точик». 

## История
В августе 2012 года было подписано соглашение между министерством энергетики и промышленности Таджикистана, китайской компанией TBEA и ООО «ТВЕА Душанбе горная промышленность» о реализации проекта строительства теплоэлектроцентрали «ресурсным методом». Нижняя палата парламента Таджикистана ратифицировала это соглашение 28 ноября 2019 года.
Первая очередь ТЭЦ-2 представляла собой два агрегата суммарной мощностью 100 МВт и была сдана в эксплуатацию 10 ноября 2014 года.
Первый кирпич второй очереди ТЭЦ «Душанбе-2» заложен президентом Республики Таджикистан Эмомали Рахмоном и Председателем КНР Си Цзиньпином в сентябре 2014 года.
Общая стоимость строительства ТЭЦ «Душанбе-2» составила 349 млн долларов, из них 17,4 млн — вклад правительства Таджикистана. Основным подрядчиком строительства являлась китайская компания TBEA на основании соглашения, подписанного с ОАХК «Барки Точик» в 2014 году.
Пуск второй очереди ТЭЦ «Душанбе-2», мощностью 300 МВт и 167 Гкал тепла состоялся 8 декабря 2016 года с участием президента Эмомали Рахмона. Были запущены еще два агрегата. Суммарная мощность теплоэлектроцентрали достигла 400 МВт.
Душанбинская ТЭЦ-2 обеспечивает более 80% ежесуточной потребности города Душанбе в электроэнергии. Суточная потребность города Душанбе в электроэнергии составляет порядка 9,9 млн кВт/ч. Душанбинская ТЭЦ-2 ежесуточно производит 8 млн кВт/ч электроэнергии. Этот показатель составляет 14% от общего объема, производимой в стране электроэнергии. В Таджикистане производится 66 млн кВт/ч.
Для возмещения расходов китайской компании TBEA ей были переданы в разработку золотоносные рудники на месторождениях «Верхний Кумарг» и «Восточный Дуоба» на территории Айнинского района Согдийской области, на севере Таджикистана, общей площадью 15,4 км² и доказанными запасами золота 51,7 тонн.